# Joseba Agirretxea
Joseba Andoni Agirretxea Urresti, né le 6 août 1966, est un homme politique espagnol membre du Parti nationaliste basque (PNV).
Il est élu député de la circonscription du Guipuscoa lors des élections générales de mars 2008.

## Biographie

### Vie privée
Marié, il est le père de deux filles.

### Profession
Il a débuté des études de philologie basque à l'université de Deusto. Il est recruté en 1985 par la télévision publique du Pays basque Euskal Telebista (ETB) et anime différents programmes à l'image du programme radiophonique Irudien doinuak dont il était le directeur et présentateur. Entre 1998 et 2000, il travaille comme assesseur à la communication à l'université du Pays basque. En 2000, il devient directeur adjoint puis directeur de la production à Localia Televisión.

### Repéré par Joseba Egibar
Il s'inscrit à l'organisation des jeunes du Parti nationaliste basque à l'âge de 17 ans puis est élu conseiller municipal de sa ville natale à l'occasion des élections municipales de 1987 pour un mandat de quatre ans.
Repéré par le porte-parole du groupe EAJ-PNV au Parlement basque, Joseba Egibar, il devient assesseur aux Juntes générales du Guipuscoa en 2004 puis assesseur à la Communication et aux Relations extérieures auprès de Miren Azkarate, porte-parole du gouvernement de Juan José Ibarretxe. Il quitte ce poste en 2008. Membre de l'Assemblée nationale du PNV, il a exercé les fonctions de porte-parole du parti.

### Député au Congrès
À l'occasion des élections générales de mars 2008, il est investi en deuxième position sur la liste conduite par José Ramón Beloki dans la circonscription électorale du Guipuscoa. Au soir du scrutin, la liste arrive en deuxième position avec 23,76 % des voix et deux sièges derrière celle du PSE-EE qui remporte 39 % des voix et trois des six sièges en jeu. Élu au Congrès des députés, il est désigné porte-parole de son groupe à la commission de l'Environnement, de l'Agriculture et de la Pêche ; à celle de la Santé et de la Consommation ; à celle de l'Égalité ainsi qu'à la commission bicamérale chargée du contrôle parlementaire de RTVE. Il est également membre du groupe d'amitié avec la Chine. Pour les élections législatives anticipées de novembre 2011, il se porte candidat en deuxième position sur la liste conduite par Arantza Tapia,. L'excellent score remporté par la coalition Amaiur prive le PNV d'un deuxième siège et Joseba Agirretxea est contraint de quitter le palais des Cortes. Il fait néanmoins son retour à la faveur de la démission de Tapia en décembre 2012 — nommée conseillère au Développement économique et à la Compétitivité dans le premier gouvernement d'Iñigo Urkullu — et reprend ses fonctions de porte-parole à la commission de la Défense ; à celle de l'Agriculture, de l'Alimentation et de l'Environnement ainsi qu'à celle du contrôle de la télévision publique nationale. Il est également chargé de représenter son groupe à la commission de la Culture et à la commission de la Sécurité routière et des Déplacements durables. Il est membre de la commission des Pétitions.
Il est chargé de conduire la liste du parti en vue des élections générales de décembre 2015. La liste se classe en deuxième position derrière celle de Podemos et remporte deux sièges. Réélu aux côtés d'Íñigo Barandiaran, il est choisi par ses pairs comme président de la commission bicamérale chargée des relations avec le défenseur du peuple, en plus de conserver ses responsabilités précédentes. Il quitte la commission des Pétitions pour celle du Statut des députés. Réélu en juin 2016,, il est confirmé dans ses responsabilités.